# 早野いちか
早野 いちか（はやの いちか、1986年6月8日  ）は、日本のAV女優。ファンスタープロモーション所属。

## 略歴・人物
2015年に「宇野杏奈（うの あんな）」としてデビューした豊満で巨乳の熟女系AV女優。所属事務所はマインズ。
2016年6月28日、今後は「早野いちか」として活動していくことを公式ツイッターで報告。ファンスタープロモーションに所属事務所を移籍。
2018年5月15日のツイッターで、6月30日をもって引退することを発表。

## 出演作品

### アダルトDVD
2015年
- 「『大きな胸でゴメンナサイ』仕事中に胸があたり自分のせいで勃起させたチ●ポを握らされた歯科衛生士/トレーナー/看護師/セラピストは敏感すぎて職場セックスも拒めない」 VOL.1（8月6日、DANDY）他出演:北嶋あん、香山美桜、七草ちとせ
- 乳首で感じ過ぎるFカップ人妻 宇野杏奈 35歳 AVデビュー 豊満ボディを持て余し、夫以外の男を求める欲求不満妻が初めての変態プレイでイキまくる…!（9月2日、プレステージ）
- 本気(マジ)口説き 人妻編 19 ナンパ▶連れ込み▶SEX盗撮▶無断で投稿（11月2日、MAGIC）他出演:伊東紅
- 清楚顔のこの奥さんの淫乱ぷりがエグ過ぎて…そのギャップに萌えた 全国縦断「Maji」100％ナンパ 素人奥さんご馳走様でした。 名物ほうとうよりも包茎が好き!? 極太チ○ポに大興奮の山梨甲府美人若妻編（11月25日、ビッグモーカル）他出演:湯本珠未 ほか

2016年
- 一般男女モニタリングAV 心優しい巨乳の女先輩と社会人になってもまだ童貞の新入社員がキスから素股までの過激ミッションに挑戦! 恥じらいつつもアソコ♥が擦れて濡れちゃった先輩マ○コに興奮した童貞チ○ポが勢い余ってヌルッと大挿入! 勤務時間内の同僚男女が会社に秘密の筆おろしセックス! 2（1月8日、ディープス）他出演:柳美和子、瀬戸ひまり、水元恵梨香、七原あかり
- 部長の奥さんがエロすぎて…（1月19日、ヴィーナス）
- 女子校の陸上部まるごと全員と中出し乱交（3月1日、ZUKKON/BAKKON）共演:横尾咲希、ゆり菜すず、三井ほのか、嘉門ゆうか、橘かえで、宮沢あめり、森保さな、しほのちさ、花咲かんな、朝比奈京子、夏野ひまり、澤村花奈、竹平あかり
- OLまとめ vol.7 東京丸の内・有楽町・新橋発（3月15日、プラム）他9名出演
- 素人わけあり熟女生中出し・宇野杏奈41歳 わけあり熟女 100cmの波打つ熟肉ボイン!普段は息子と近親相姦（4月1日、プラム）
- 舌だけでイカせてもらえないか? 〜ペロペロとチロチロとチュパチュパと這い回るベロが好き〜（4月15日、SEX Agent）他出演:涼宮琴音、白間れおな、真琴りょう、柴崎ひかる、柳あきら、河音くるみ
- 360度1回転主観手コキ 〜この素晴らしき女のカラダの全てを眺めながらシゴかれたい〜（4月15日、SEX Agent）他出演:白間れおな、木下寧々、真琴りょう、芦屋玲美、柳あきら、橘メアリー
- 体位別に味わうイラマチオ 〜もはや縦横無尽、女のコの口を性処理の穴として扱う悦び〜（4月15日、SEX Agent）他出演:白間れおな、木下寧々、真琴りょう、芦屋玲美、月本愛、柳あきら、伊藤果夏
- 男がイクことをイクメンかと思ってたガチ妻は専業主婦だから割と時間はある（4月22日、バルタン）
- 女子プロレス 巨乳トップレスファイト Vol.6（5月6日、バトル）共演:橋本さやか
- ディルド1本で大妄想 1人で発情する変態人妻淫語オナニー 全員撮り下ろし10人（5月25日、かぐや姫）他出演:若槻みづな、木南日菜、水元恵梨香、新崎雛子、白河里奈、羽田璃子、紺野ひかる、七菜原ココ、南希海
- 一般男女モニタリングAV 1発10万円! 奇跡の連続射精プロジェクト始動! 心優しい巨乳の女先輩が社会人になってもいまだ童貞の新卒社員に生挿入でSEX指導! 性欲溢れる童貞チ○ポを勤務中に腰振り騎乗位で完全筆おろし! 一度の射精では収まらない!終わらない連続中出し!! 4組合計16発!（7月7日、ディープス）他出演:福咲れん、白石みお、舞野いつき
- 今年入った新入社員はブラウスがはち切れそうな巨乳女子! 目立ち過ぎる胸元にソソられていると、あまりにガン見し過ぎて気付かれた!セクハラだと訴えられる…と思ったら、自らの胸を僕の顔に圧迫させドS丸出しで迫ってきた!!（7月7日、SOSORU×GARCON）他出演:北井杏樹、霧生ゆきな
- 爆乳素人限定! おっぱいでコイン(現金)つかみ取りゲーム 目標金額に届かなかったらパイズリ、中出しSEXの罰ゲーム（9月22日、ROCKET）他出演:久我かのん、舞野いつき、綾波まこ
- 「ノーブラ乳首」で子○たちを発情させてしまった巨乳淑女たち!!（10月6日、アイエナジー）他出演:川越ゆい、小西みか、成澤ひなみ
- しばられ 【嫁】下着、日用品で手足を縛り自由を奪い寝取る【辱め】（10月7日、桃太郎映像出版）他出演:今井ゆあ、成宮いろは、瓜生ゆな、浅倉領花、玉城マイ
- 媚薬付きデカバイブを固定され膣内を掻き回され続け強烈に絶頂しまくる美人母娘（10月14日、DOC）共演:今井まい　他出演:彩奈リナ、森保さな
- 久し振りに実家に戻ってきた都会暮らしの叔母たちがセクシーすぎてヤバい! 2 胸の谷間やパンチラ程度でいとも簡単に勃起するボクを子供扱いするのかと思いきや、元気すぎる下半身に興味津々の叔母たち! 勃起に気づくと代わる代わるボクのチ○ポを試しハメしてくるんです。 正直抜かれまくって金玉が2個じゃ足りないです!（10月19日、Hunter）共演:卯水咲流、桃瀬ゆり、高瀬杏、日比乃さとみ、佐野あおい
- 焼肉屋でパートをする結婚4年のもっちり巨乳熟女 早野さん30歳（11月2日、プラネットプラス）
- 夫の前で隙だらけな姿をさらす妻はオマ○コも恥知らず!? 自分の裸で勃起した旦那の友人棒をスキだらけな膣内にナマ挿入&ザーメン垂れ流し放題!（11月11日、SCOOP）他出演:河井美香、西園寺ミヅキ、川越ゆい、成澤ひなみ
- マグロ君に大人気! オマ○コを持て余している奥様2人が同時にチ○ポを攻めてくれてしかも店に内緒で挿入しようとしてくる出張人妻メンズエステがあるという噂は本当か?（11月11日、SCOOP）他出演:沙原さゆ、湯本珠未、川越ゆい、木下寧々、成澤ひなみ
- マジックミラー号 部分痩せおしりマッサージで思わずパンシミまで作っちゃったデカ尻女子にデカチン尻コキ! ビンビンに仕上がったおチ○チンをしれっと挿入!! in上野（12月8日、SODクリエイト）他出演:夏目彩春、篠田ゆう、玉木くるみ、平川莉沙、小野麻里亜
- 同じマンションに住む隣のソソる若妻は、独身の僕を誘うようにじっと見つめて旦那が居ない昼間に鍵を掛けずに待っている。（12月8日、SOSORU×GARCON）他出演:北井杏樹、有坂つばさ
- 若妻の交尾 第六十九巻（12月11日、ジュエル）※「川本悦子」名義
- 素人妻 パンティ固定バイブで連続イカせ! ナンパ全員中出し!（12月15日、ピーターズ）他出演:若槻みづな、城崎桐子 ほか
- ママチャリ奥さん! 童貞くんのお悩み解決してくれれば即賞金!!!（12月23日、DOC）※「みほ」名義　他出演:あすか、みほ、さや、れいこ、あきら、まゆみ

2017年
- 一般モニタリングAV 街行く心優しい巨乳の奥様が悩める男子大学生の早漏改善のお手伝いに挑戦! 「まだイッちゃダメ…」 イキたくてもイカせてくれないゆっくりねっとり超スローピストンSEXに早漏チ○ポは暴発を我慢できるのか!?（1月7日、ディープス）※「はるな」名義　他出演:さやか、かえで、しほ
- 爆乳若妻が、暇をつぶすために軽い気持ちで始めてしまったオナニーにどハマり。若いころとはまた違った感覚にマ●コはぐっちょりと濡れ放題。 一人になるとすぐに家中のものでオナニーする姿を旦那の連れ子がまさかの目撃!! そのまま自ら誘惑するかの如く淫乱妻に変貌。（1月13日、SCOOP）他出演:羽生ありさ、伊東真緒
- ド素人おもいっきり固定バイブ! 街でナンパしたド素人娘に「固定バイブ」体験してもらったらとんでもないスケベ娘が現れました!（1月19日、アパッチ）他出演:北井杏樹、黒木いくみ、卯水咲流、日比乃さとみ、有坂つばさ
- ヒロインクンニ地獄 〜妖怪捜査官 明石ミサ/女超人シャラーン〜（1月27日、GIGA）共演:桃瀬ゆり、桜庭うれあ
- 雌豚ドMママさんバレー選手AV堕ち（1月29日、MDMA）※「ゆき」名義
- 隠れて兄嫁を寝取った結果…興奮した兄嫁がおかわりセックスを求め強制的に中出しさせられた!（2月10日、MAGIC）他出演:二宮和香、本庄優花
- せめてゴム付けて…あっ! うわ…これマジで顔バレしちゃうだろ…ってレベルの美人奥さん達が平日の真っ昼間から口説き落とされてAV出演とかどうかしてるぜ。 「ガチンコ中出し!顔出し!人妻ナンパ」 in 田園調布&自由が丘（2月25日、ビッグモーカル）他出演:若槻みづな、阿部乃みく、松浦ゆきな、盛岡れみ
- ヌルっと入っちゃう確率99.9% ママが息子を逆レイプ 母親と息子がちんぐり素股で近親相姦 2 馬乗り素股で愛液ダラダラ興奮したママがヌルっと挿入!愛する息子を言葉責め!何度も何度も強制中出し!!（3月2日、ROCKET）※「杉野」名義　他出演:小倉、森井
- 欲求不満妻たちのセンズリ鑑賞 其の十四（3月3日、OFFICE K'S）他出演:彩奈リナ、加納綾子、二宮和香、成澤ひなみ
- 素人美女厳選 あなたのヘアヌード見せてください vol.2（3月17日、綺面組）他出演:二宮和香、彩奈リナ、杏堂怜、優保なのか、成澤ひなみ、すなお恵 ほか
- パツパツのタイトスカートがピタッと密着していやらしさを強調するむっちりデカ尻とヒップラインから覗くパンティとムチムチの太ももで男を誘惑してくるスケベなお姉さんの生チ○ポ丸呑み中出しSEX!! 2（3月17日、OFFICE K'S）他出演:二宮和香、水城りの
- 完全ノーカット撮影 (新)本気で何度もイキまくるディルドオナニー 1（3月17日、OFFICE K'S）他出演:二宮和香、彩奈リナ、成澤ひなみ、すなお恵
- 街頭逆ナンパ お願い! アナタのおちんちん見せて下さい 2（3月19日、パラダイステレビ）他出演月本愛、多田淳子、はるのるみ、竹原頼子、高城彩
- 歯科助手をしている兄貴の嫁さんがかなりのデカパイなので一発お願いしたい 2（3月20日、パラダイステレビ）
- 日常生活の様々な突然のアクシデントで巨乳素人がびしょ濡れに!! すっけすけになった服からたわわなおっぱいと下着が丸見えに!! 溜まらずチ●コはフル勃起!!やってしまった…と思ったその時、まさかの展開で、その姿に発情したのか そのままチ●コ咥える欲求不満な女性が急増中!!（3月24日、SCOOP）他出演:佐野あおい、春日部このは
- スタイル抜群で巨乳だけどちょっとガサツな女子マネージャーが部員に雑に童貞筆おろし（4月20日、アイエナジー）他出演:すなお恵、若菜まゆ、柳あきら
- オッパイ美人な叔母さんに家庭教師をお願いしたら隣の谷間に童貞チ○ポは勃起っぱなし! 動かさないって約束するからと肉厚なドテ素股でヌイてもらうはずが高まりすぎちゃって熱い膣内にビックバン!!（4月28日、SCOOP）他出演:柳あきら、月本愛、若菜まゆ
- バツイチ熟女3人が暮らすシェアハウスにヤリ目的で入居してみた 2（5月7日、パラダイステレビ）共演:松島香織、麻生千春
- 真面目で堅物なP○A会長が生徒にやさしく童貞筆おろし（6月1日、アイエナジー）他出演:若槻みづな、森はるら、水澤りこ
- 僕の部屋に泊まりにきた叔母さんが寝るときは裸族だったことが判明!かつてのオナペットを前にしてイクべきか迷っていたらむこうから激しく甥っ子チ○ポを求めてきた! 2（6月9日、SCOOP）他出演:森はるら、涼海みさ ほか
- 夫に内緒で初めてのセンズリ鑑賞 「本当に外から見えないんですよね?」 マジックミラー号の中で興奮が倍増してパンツを濡らす素人妻たち（7月6日、コスモス映像）※「ちか」名義　他出演:まみ、あおい、ゆうか、りさ
- 嵌り堕ちレズオーガズム 〜色欲若妻と獣欲秘書〜（9月1日、U&K）共演:江上しほ
- ゲスの極み映像 人妻24人目（9月22日、フルセイル）
- ビジネスホテルで予約ミス?! 出来る系女上司とダメ部下なボク 会社の女上司と相部屋になってしまったボクは不覚にもフル勃起してしまい ここで男をみせるべきか?否か?の決断をしたボクは…（9月25日、レッド）他出演:木村つな、初芽里奈
- ママ友たちと温泉旅行「子供なんだから一緒に入ればいいでしょ!」混浴したら湯船は大人のボインだらけでチ○コ勃っちゃった!「ママには黙っててあげるから」元気な子供チ○ポに興奮した奥さんたちは寄ってたかってもてあそんでくれました。 3（10月5日、SWITCH）共演:諸星エミリー、二宮和香、若槻みづな、浜崎真緒、高嶋ゆいか ほか
- 爆乳バレーボール女子（10月10日、マザー）※「いちか」名義
- アートガーディアン澪 VS 妖怪ナメンバ（10月13日、GIGA）共演:白金れい奈、徳永れい
- 旅館でマッサージを頼んだら人妻になった同級生がやって来た。 昔好きだった彼女の大人になったオッパイの谷間に俺の股間もムクムク。それに気付いた彼女の目付きが変わり、チ○ポを握りしめ僕の上にまたがってきた!（10月19日、SWITCH）他出演:諸星エミリー、二宮和香
- BATTLE トップレストーナメント 3rd 一回戦 第一試合（10月20日、バトル）共演:橋下まこ
- 銀粉 10（10月10日、フェティッシュワールド）
- Q.ご家族や旦那様には内緒の借入金がある…。 「YES」と答えた主婦、全体の28％。 お宅の奥様は…大丈夫ですか…?（10月25日、JET映像）他出演:天野弥生
- 【人妻投稿動画】 File.04 加減を知らない欲求不満なアラサー妻3名（10月27日、マッド）他出演:紗々原ゆり、秋山ゆう
- 競パン シゴかれ撮り 3（11月10日、スパンデックスラブ）他出演:涼海みさ
- ラバースーツエロティシズム 5（11月17日、フェティッシュワールド）
- 酔いレズ 〜酒とビキニと女と女〜（12月1日、U&K）共演:江上しほ　他出演:紺野ひかる、桜木優希音、ERIKA、藤本紫媛、長谷川夏樹、仁美まどか
- 江上しほ引退作品 「AV女優失格」（12月19日、MARRION）共演:江上しほ、跡美しゅり
- 豊満ボディーを持て余すガッチむち肉弾妻（12月26日、マザー）※「かおり」名義

2018年
- 人妻ナンパ中出しイカセ 26 高円寺編（2月10日、ホットエンターテイメント）他出演:琴水せいら、神木りさ ほか
- 素人レズナンパ 119 女監督ハルナと碧しのちゃんが女子たちの生乳首をず〜っとイジリ倒し!（2月15日、ピーターズ）他出演:碧しの、七海光、双葉かえで、七菜原ココ、橋下まこ、成海夏季 ほか
- 愛欲接吻レズビアン 若妻と義妹 粘液交わる淫らな関係（3月21日、ヒビノ）共演:紺野ひかる
- デリヘルを呼んだら寿退社した女子社員が来た! 社内で紅一点だったみんなの憧れマドンナに念願の中出しできるチャンス到来!? 年収2300万円のエリートイケメンと結婚したはずの彼女に一体何があったか知らないけど、そんなことはお構いなしに「会社でバラされたくなければ言う通りにしろ」と脅して生ハメ種付け! せっかく幸せ街道まっしぐらだったのに悪いけど堕ちるとこまで堕としてやる!（4月19日、かぐや姫Pt）他出演:浜崎真緒、阿部乃みく
- 家事代行サービスの現役専業主婦 3 どうせ来るのおばさんだろうと思って頼んだらモロ好みの人妻がやってきたので中出しした!!（5月7日、かぐや姫Pt）他出演:浜崎真緒、阿部乃みく
- 綺麗でいやらしい叔母さんのデカ乳デカ尻を貪り尽くす僕（6月7日、ルビー）